# Gelbe Symbiosegrundel

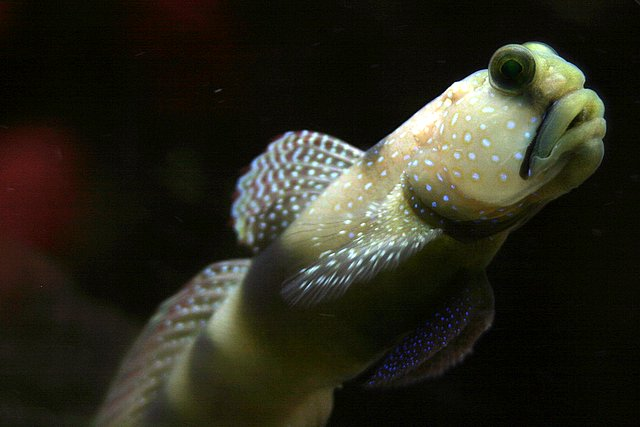
Gelbe Symbiosegrundel, graue Farbform

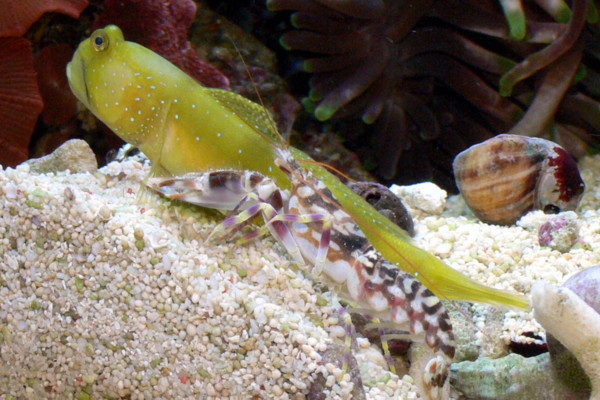
Gelbe Symbiosegrundel mit Alpheus bellulus

Die Gelbe Symbiosegrundel (Cryptocentrus cinctus) ist ein kleiner Vertreter der Grundeln (Gobiidae). Sie wird auch Zitronen-Wächtergrundel genannt.

## Verbreitung
Die Grundeln leben im westlichen Pazifik von den Yaeyama-Inseln bei Japan über Singapur bis zum südlichen Great Barrier Reef, außerdem bei Palau und Truk in Mikronesien. Sie halten sich bevorzugt auf Sandböden zwischen Korallenriffen in Lagunen in Tiefen von einem bis zehn Metern auf.

## Merkmale
Die Gelbe Symbiosegrundel wird maximal sieben Zentimeter lang. Sie hat den für Grundeln typischen bulligen Kopf, ein großes schräg stehendes Maul und hoch am Kopf sitzende schwarze oder grüne Augen. Die Bauchflossen sind zusammengewachsen. Die meisten Exemplare sind gelb mit kleinen leuchtend blauen Punkten auf dem Kopf, den Flossen und den Flanken des Vorderkörpers. Daneben gibt es noch eine schlichtere graue Farbform, die einige dunkle Querstreifen über den Körper trägt. Ältere gelbe Exemplare können grau werden.

## Lebensweise
Als Partnergrundel lebt die Gelbe Symbiosegrundel immer als Paar mit einem Paar Knallkrebse (Alpheus bellulus, A. ochrostiatus oder A. rapicida) in einer von letzteren gegrabenen Höhle zusammen. Die Grundeln liegen meist auf dem Boden oder stehen knapp über der gemeinsamen Höhle in der Strömung und schnappen nach Zooplankton. Die Knallkrebse halten, wenn sie die Höhle verlassen, mit einem Fühler immer Kontakt mit einer Grundel. In Aquarien gehaltene Symbiosegrundelpaare laichten etwa alle sechs Wochen. Danach blieb das Männchen ca. eine Woche in der Höhle, um den Laich zu bewachen und ihm Frischwasser zuzufächeln. Um die geschlüpften Jungen kümmern sich die Eltern nicht mehr.